# Hướng thiện (Gia đình Phật tử)
Hướng thiện là một bậc học trong chương trình tu học của Gia đình Phật tử Việt Nam. Bậc học này dành cho các nam nữ ngành Thiếu bao gồm Ngành Thiếu Nam và Thiếu Nữ, cũng là bậc học đầu tiên của ngành Thiếu.

## Chủ đề
Lục Hòa :
- Thân hòa đồng trú.
- Khẩu hòa vô tranh.
- Ý hòa đồng duyệt.
- Kiến hòa đồng giải.
- Giới hòa đồng tu.
- Lợi hòa đồng quân.

## Chương trình tu học

### Phật pháp

#### Kiến thức
1. Tam bảo và quy y Tam bảo
2. Niệm Phật
3. Sám hối và ý nghĩa bài Sám hối
4. Ăn chay
5. Ngũ giới
6. Tam độc
7. Lịch sử Đức Phật từ sơ sanh đến xuất gia.
8. Mục đích GĐPT
9. Lục hòa
10. Châm ngôn Bi-Trí-Dũng
11. Luật đoàn
12. Ý nghĩa và cách vẽ huy hiệu hoa sen
13. Ý nghĩa màu Lam
14. Ý nghĩa và cách thức chào kính trong GĐPT

#### Rèn chí
1. Chuyện tiền thân và chuyện đạo.
2. Nghi thức tụng niệm trong GĐPT.
3. Thiết bàn thờ Phật.
4. Dâng hoa.
5. Ăn chay.
6. Làm sổ Dũng.
7. Thể hiện tinh thần Lục hòa trong cuộc sống.

### Chuyên môn
1. Biết, hiểu hệ thống tổ chức một đoàn.
2. Gút: dẹt, cẳng chó, số 8, dệt, cọc chèo.
3. Trình bày bìa thư, bao thư, kết nút áo, thuê khăn, vá áo.
4. Thông tin: Morse, Mật thư thông thường.
5. Sơ - Cấp cứu: Lý thuyết cứu thương, Băng cánh tay bị trật, băng vết thương bàn tay, cánh tay, đầu bàn chân. Biết các chữa đau đầu, đau bụng, chảy máu mũi.
6. Dấu đi đường: gồm có 26 dấu thông dụng và 10 dấu bằng vật liệu thiên nhiên.
7. Thể dục: Đi bộ, đi xe đạp, biết thở đúng cách.
8. Lý thuyết Phương hướng, biết cách sử dụng la bàn.
9. Trại: Biết dựng lều 2 mái

### Văn nghệ
1. Âm nhạc: Biết các bài ca chính thức của GĐPT và 10 bài ca khác (ngắn).
2. Sân khấu: Kể chuyện Đạo, chuyện tiền thân, biết vài điệu múa, tập thuyết trình.
3. Hội họa và điêu khắc: Tập nặn hình tĩnh vật, biết vài kiểu chữ in, khắc chữ trên phấn, trên vỏ cây, soạn thảo văn bản bằng máy vi tính.
4. Văn chương: Viết cảm tưởng, hồi ký, thơ tự do, tóm lược truyện.
5. Nhiếp ảnh: biết các bộ phận bên ngoài của một máy ảnh.